# Eilema concolor
Eilema concolor là một loài bướm đêm thuộc phân họ Arctiinae, họ Erebidae.